# Allvar Gullstrand
Allvar Gullstrand (5 juni 1862 i Landskrona – 28 juli 1930 i Stockholm) var en svensk øjenlæge og professor i Oftalmologi ved Uppsala universitet. I 1911 modtog han Nobelprisen i fysiologi eller medicin.